# كيلي هاويس
كيلي هاويس (بالإنجليزية: Keeley Hawes)‏ ممثلة إنجليزية من مواليد 10 فبراير 1976.

## وصلات خارجية
- كيلي هاويس على موقع IMDb (الإنجليزية)
- كيلي هاويس على موقع ميتاكريتيك (الإنجليزية)
- كيلي هاويس على موقع روتن توميتوز (الإنجليزية)
- كيلي هاويس على موقع قاعدة بيانات الأفلام العربية
- كيلي هاويس على موقع ألو سيني (الفرنسية)
- كيلي هاويس على موقع ميوزك برينز (الإنجليزية)
- كيلي هاويس على موقع أول موفي (الإنجليزية)
- كيلي هاويس على موقع قاعدة بيانات الأفلام السويدية (السويدية)
- كيلي هاويس على موقع إن إن دي بي (الإنجليزية)
- كيلي هاويس على موقع ديسكوغز (الإنجليزية)